# Amami földirigó
Az amami földirigó (Zoothera major) a madarak (Aves) osztályának verébalakúak (Passeriformes) rendjébe, ezen belül a rigófélék (Turdidae) családjába tartozó faj.

## Rendszerezése
A nemet és a fajt is Ogawa japán zoológus írta le 1905-ben, a Geokichla nembe Geocichla major néven.

## Előfordulása
A Japánhoz tartozó Rjúkjú-szigetek két szigetének, Amami és Kakeroma szigetek területén honos endemikus faj. Természetes élőhelyei a szubtrópusi és trópusi síkvidéki esőerdők.

## Megjelenése
Testhossza 27-30 centiméter, a testtömege 172 gramm. Nagyon hasonlít a himalájai földirigóhoz (Zoothera dauma), korábban annak alfajaként tartották számon. 

## Természetvédelmi helyzete
Az elterjedési területe kicsi, egyedszáma 2500-9999 példány közötti és növekszik. A Természetvédelmi Világszövetség Vörös listáján mérsékelten fenyegetett fajként szerepel. A szigeten a helyi természetvédelmi szervezet minden márciusban, a költési időszak elején megszámlálja állományát 1999 óta.